# Tactique (football)
 (août 2022).
- Si vous ne connaissez pas le sujet, laissez ce bandeau (vous pouvez alors contacter les auteurs).
- Si vous supprimez le contenu mis en cause (vous pouvez préalablement contacter les auteurs),

argumentez précisément cette suppression dans la page de discussion
(un manque de référence n'est pas un argument ; une recherche réelle de référence doit avoir été effectuée, être formellement documentée).
Pour les articles homonymes, voir Tactique.

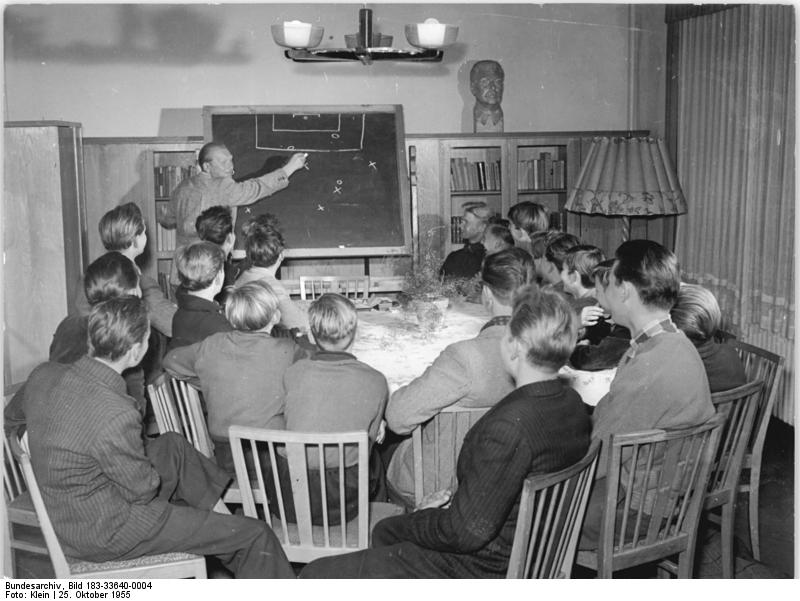
Mise en place tactique de football.

La tactique en football décrit comment les joueurs d'une équipe de football se positionnent sur le terrain et opèrent entre eux. Ces dispositifs recouvrent la mise en place initiale d'un plan de jeu (on parle de « formation »), et une fois la partie commencée, le placement des joueurs les uns par rapport aux autres et leurs actions de déplacements, qui peuvent être « orchestrées » à partir du banc de touche par l'entraîneur.
Le football étant un sport d'équipe, les questions de tactique et d'intelligence collective sont primordiales. Le résultat d'un match ne dépend pas seulement de l'habileté des joueurs à manier le ballon, mais aussi des choix tactiques des deux équipes qui, suivant le dispositif, peuvent s'avérer décisifs. Le positionnement des joueurs sur le terrain, la capacité à exécuter parfaitement des phases de jeu répétées à l'entraînement, et, d'une manière générale, l'aptitude des joueurs à pratiquer un football homogène et cohérent entrent pour une grande part dans les résultats.
La tactique s'adapte aux trois moments principaux du jeu d'une équipe : la possession du ballon, la possession du ballon par l'adversaire, le changement de possession. La tactique implique l'alternative ; la longueur des séquences de jeu amène le joueur à rencontrer une grande variété de situations d'enchaînements offensifs et défensifs.

## Positionnement des joueurs

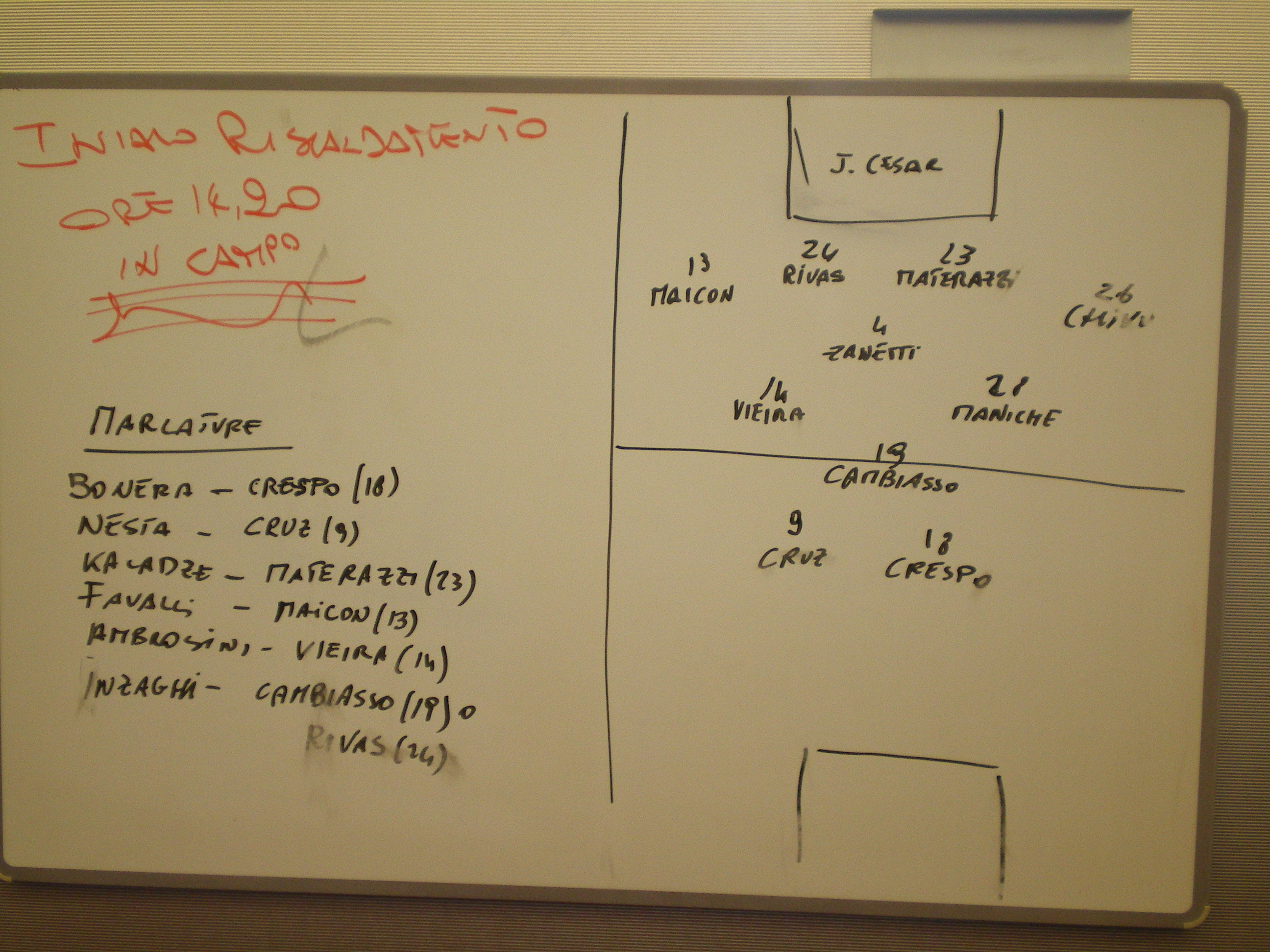
Tactique de l'Inter Milan, analysée par son adversaire du soir le Milan AC.

### Défense, milieu et attaque
Dès les débuts du football, il s'est avéré que le principe consistant à ce que tous les joueurs se dirigent vers le ballon était une stratégie perdante : un seul joueur pouvant avoir la maîtrise de la balle, la trop grande proximité de ses coéquipiers ne lui sert pas et peut même le gêner. Les partenaires du porteur de balle ont plutôt à se répartir sur le terrain de manière à lui offrir le maximum de possibilités de passes, tout en restant aptes à défendre leur camp en cas de perte de balle.
Certains joueurs, de par leurs qualités physiques ou techniques, sont plus aptes à aller marquer des buts, ou au contraire montrent une grande efficacité de récupération de balle. Il a donc été naturel d'affecter les premiers aux tâches dites offensives, près du but adverse (ils sont appelés « avants », et plus communément aujourd'hui « attaquants »), et les seconds aux tâches dites défensives, à proximité de leur propre but, de manière à en empêcher l'accès aux attaquants adverses (les « arrières » ou « défenseurs »). La règle du hors-jeu, introduite en 1866 en même temps que l'autorisation des passes en avant,, permet d'éviter la formation de deux groupes de joueurs, chacun devant un but, en imposant aux uns et aux autres de se déplacer sur le terrain en fonction des actions de jeu. Un joueur ne pouvant pas multiplier les courses pendant 90 minutes, la liaison entre les lignes d'attaque et de défense est assurée par les joueurs se trouvant dans l'« entre-jeu », initialement appelés « demis », plus connus depuis les années 1970 comme des « milieux de terrain ».
Défense, milieu de terrain et attaque sont des concepts constants au cours de l'évolution des dispositifs tactiques, qui sont généralement basés sur ce modèle en trois lignes.

### Mélange des rôles
Dans le football moderne, et notamment depuis la révolution du football total apparu dans les années 1970, chaque joueur est généralement appelé à participer au jeu collectif de son équipe, quelle que soit la phase de jeu, qu'elle soit offensive ou défensive, avec ou sans la possession de la balle. Ainsi, un avant doit tenter de perturber le jeu adverse quand il n'a pas la balle, par un pressing qui est d'autant plus efficace qu'il est collectif. Inversement, un arrière peut venir apporter le surnombre au cours des phases offensives ou de montée de balle. Les milieux de terrain peuvent s'intégrer aux lignes avant ou arrière en fonction des circonstances, si bien que le dispositif tactique peut radicalement changer au cours de la partie. La capacité d'adaptation du dispositif tactique, selon les circonstances (but marqué ou encaissé, changement de joueur dans l'équipe adverse, expulsion ou blessure, état de la domination ou de l'initiative…) est aujourd'hui souvent déterminante. Par conséquent, la polyvalence d'un joueur est un atout appréciable qu'un entraîneur pourra utiliser quand il le jugera nécessaire. La polyvalence et l'adaptation priment dans le jeu moderne sur le jeu au poste. Les rôles d'attaquants ou de défenseurs qu'un entraîneur peut attribuer à certains de ses joueurs peuvent n'être que temporaires, selon la menace que leurs actions opèrent.

« Quand vous disputez un match, c'est statistiquement prouvé qu'un joueur a le ballon trois minutes en moyenne. Donc, le plus important c'est ce que vous faites les 87 minutes pendant lesquelles vous n'avez pas le ballon. C'est ce qui détermine si vous êtes un bon joueur ou pas. »

— Johan Cruyff

## Évolution des concepts tactiques
On lit dans la presse des années 1950 : « Au début, le football se jouait à 10 devant, aujourd'hui, il se joue à 10 derrière ». Si le constat est exagéré, il traduit l'évolution tactique connue par le football depuis la fin du XIXe siècle.
Le passage du « dribbling game » au « passing game » constitue une première révolution, entre 1860 et 1880. À son origine, le football est très individualiste : les joueurs, tous « attaquants », se ruent vers le but ballon au pied, en enchaînant les dribbles, selon le schéma de jeu du « kick and rush » (balancer le ballon devant et courir après). L'efficacité du geste, l'évolution des règles (l'autorisation des passes vers l'avant et l'apparition du hors-jeu) et l'amélioration continue de la qualité des ballons et des terrains va contribuer à transformer le football en jeu de passes, d'abord en Écosse puis dans toute l'Angleterre, notamment après la victoire en finale de la Coupe d'Angleterre de Blackburn Olympic en 1883. Cependant, avec l'obligation jusqu'en 1925 de compter trois joueurs adverses entre la ligne de but et le joueur à la réception d'une passe, un avant-centre devait toujours avoir de solides qualités de dribble pour espérer conclure une action.
Le WM règne en maître dans le football européen jusqu'en 1953 et la défaite des Anglais à domicile face aux Hongrois. Après que de nombreux entraîneurs aient tenté de trouver une parade au WM, Gusztáv Sebes conçoit pour le Budapest Honvéd et la sélection de Hongrie une tactique basée sur les permutations pendant le jeu, une grande nouveauté. En reculant, l'avant-centre propose un point d'appui à ses deux milieux offensifs, qui peuvent monter à sa place et entraîner un surnombre. Les Hongrois sont les premiers à prôner le dépassement du rôle. Ce principe novateur favorise le passage au 4-2-4. Les Brésiliens adoptèrent cette formule du 4-2-4 et la firent évoluer progressivement en 4-3-3 durant les années 1960 ; ce positionnement restera majoritaire jusqu'aux années 1970.
En parallèle de cette histoire des tactiques offensives, il existe également une école défensive. Le « Verrou suisse » mis en place dès les années 1930 est le modèle de tous les bétons (français) et autres Catenaccio (italien) qui prennent le relais après la Seconde Guerre mondiale. En France, certaines formations deviennent réputées pour leurs stratégies défensives comme Lyon, Strasbourg et surtout Bordeaux, « la forteresse imprenable »[réf. nécessaire]. L'émergence de milieux de terrain créatifs dans les années 1970 et 1980, à la manière de Cruyff, Platini et Maradona, exige de nouvelles adaptations défensives[réf. nécessaire].
La culture tactique diffère dans les différents championnats, l'Angleterre par exemple étant longtemps restée considérée comme un parent pauvre dans ce domaine. Avec la rapidité des transferts de joueurs, les cultures tactiques deviennent cependant moins le fait des championnats et des clubs que des entraîneurs, dont les plus connus et les plus durables au haut niveau développent des préférences pour tel ou tel schéma. On note également un certain nivellement tactique, grâce au développement de la vidéo notamment[réf. nécessaire].
L'évolution connue vers un jeu de plus en plus défensif semble avoir atteint ses limites dans les années 2000. Les défenses à cinq joueurs deviennent rares, et compter moins de trois ou quatre joueurs à vocation offensive parmi ses milieux et attaquants est considéré généralement comme contre-productif. L'accent est mis sur la polyvalence et le resserrement des lignes de joueurs, souvent résumés dans l'expression de « bloc-équipe », dans le but de réduire le temps et l'espace disponibles à l'adversaire. L'animation défensive s'uniformise en Europe autour de fondamentaux invariables : participation des dix joueurs de champ, replacement, pressing raisonné des attaquants, défense en zone et en ligne. L'animation offensive est le terrain de plus d'expérimentations, de créativité (de un à trois attaquants, avec ou sans ailiers excentrés, avec ou sans meneur de jeu axial).

Deux des principaux schémas tactiques jusqu'aux années 1950
2-3-5 ou Pyramide
W-M

### 2-3-5 ou «Pyramide»
À l'origine, de nombreux dispositifs sont utilisés : 2-2-6, 1-1-8.
À partir des années 1880 s'impose le 2-3-5, schéma tactique adapté à l'évolution aux blocs d'équipes aptes à alterner la défense massive et un football offensif. Il est composé de trois lignes : deux arrières, trois demis et cinq avants. C'est l'équipe de Cambridge qui est la première à placer trois milieux de terrain et c'est l'équipe de Preston North End Football Club qui popularise ce schéma tactique avec lequel elle réussit le premier doublé coupe-championnat d'Angleterre en 1889. Ce dispositif « en pyramide » est utilisé par la majorité des clubs pendant plusieurs décennies.

### Le «W-M»
Avec l'assouplissement de la règle du hors-jeu en 1925, les données du problème changent, et Herbert Chapman (entraîneur de football anglais) met au point une tactique révolutionnaire, dite du « WM », composée de trois défenseurs, deux demis, deux inters et trois attaquants,. Cette tactique s'impose à travers l'Europe et conforte l'Angleterre dans son rôle de pays « inventeur » du football. Elle offre à Chapman une collection de trophées gagnés avec Arsenal. L'AS Cannes est l'un des premiers clubs français à adopter cette tactique dès 1931.

### 3-4-3 (désordre organisé)
Cette formation est en fait une variante du W-M pour la première fois utilisée par Boris Arkadiev, entraîneur du Dynamo Moscou dans les années 40 et qui sera sa marque de fabrique. Les 2 demis et 2 inters du W-M étaient disposé sur le papier comme formant un losange : un demi à vocation défensive, un demi et un inter qui joue plus ou moins au même niveau et un inter qui était à vocation offensive. Cependant au cours d'un match, les 2 demis, 2 inters ainsi que les 3 avants avaient pour but de constamment dézonner afin d'empêcher l'adversaire d'effectuer un marquage individuel. De plus, les joueurs avaient pour consignes d'effectuer beaucoup de passes courtes. Ce style de jeu est aux origines du football total et du tiki-taka. Les journalistes de l'époque ont appelé cette formation : le désordre organisé.
Selon Aksel Vartanyan, historien du football russe, le demi défensif était quelquefois tellement bas qu'il pouvait être considéré comme un quatrième défenseur. Il serait donc le premier entraîneur à avoir utilisé une forme de défense à 4 dans l'histoire du football.

### 4-2-4
Cette formation (quatre défenseurs, deux milieux de terrain et quatre attaquants) est assez peu répandue comme formation de base de par la faiblesse de son milieu de terrain.
Elle est le plus souvent une version du 4-4-2 en phase d'attaque, ou formation utilisée notamment en fin de partie (par remplacement de milieux de terrains par des attaquants) par une équipe qui doit absolument marquer.
La plupart du temps, elle se résume à un 4-4-2 offensif, avec deux attaquants prenant en charge les couloirs et épaulant les deux avants-centres.
Cette formation fut popularisée à la suite de l'exploit de l'équipe nationale de Hongrie qui choisit ce 4-2-4 pour contrer le fameux WM des Anglais. Ce choix tactique leur permit de faire chuter l'Angleterre pour la première fois de son histoire à Wembley, puis par la suite utilisée par le Brésil et qui lui a permis de remporter ses deux premières Coupes du monde. Aujourd'hui elle est devenue complètement désuète, et a presque disparu du football professionnel !
À noter, tout de même, qu'il s'agit plus d'une formation intermédiaire entre le 4-3-3 à deux récupérateurs et le 4-4-2, qu'un pur 4-2-4 à deux pointes centrales et deux ailiers.
Néanmoins le Milan AC, par le biais de son ancien entraîneur Leonardo, l'a remise au goût du jour et plus récemment, Louis Van Gaal, lors de son passage au Bayern de Munich, a réussi à atteindre la finale de la Ligue des champions (2009-2010, perdue contre l'Inter Milan) et a décroché un titre de champion d'Allemagne (2009-2010), s'appuyant sur la technique, la vivacité, et la capacité d'élimination en un contre un de ses ailiers Arjen Robben et Franck Ribéry, tandis que les deux attaquants de pointe se chargent de créer des espaces.
L'ancien entraîneur de la Juventus de Turin, Antonio Conte, a utilisé cette tactique lorsqu'il a repris l'équipe en septembre 2011. Depuis, peu d'entraîneurs, comme Roger Schmidt ou encore Hein Vanhaezebrouck, continuent d'employer un 4-2-4, notamment en Ligue des champions[réf. nécessaire].

## Principaux schémas tactiques du football moderne

### 4-4-2
Le 4-4-2 (quatre défenseurs, quatre milieux de terrain, deux attaquants) est l'un des schémas classiques du football actuel. Il existe sous deux formes : le 4-4-2 classique, à plat, ou carré (à droite), et le 4-4-2 losange ou diamant (à gauche). Au niveau de la défense et de l'attaque ces deux formes sont identiques (deux arrières centraux, deux arrières latéraux, et deux avants). C'est au milieu de terrain que la différence est notable.
- Dans le 4-4-2 classique Le milieu de terrain est composé de deux milieux défensifs : généralement un relayeur et un récupérateur. Il y a également deux milieux offensifs latéraux, un à gauche et un à droite, qui sont chargés de construire le jeu et de combiner avec les autres joueurs offensifs, sur leur aile comme dans l'axe. Les deux milieux offensifs peuvent tout à fait être des ailiers. Seulement, ils auront des consignes défensives (qu'ils respectent ou pas). Manchester United, qui effectua le triplé en 1999, jouait dans cette configuration. C'est l'une des tactiques les plus offensives du football moderne, avec 4 joueurs offensifs, contrairement aux autres configurations.
- Dans le 4-4-2 losange (ou 4-3-1-2 et 4-1-3-2 selon le profil de base des joueurs utilisés) Qui se joue soit avec un milieu défensif, deux milieux latéraux ou relayeurs, et un milieu offensif (10). Soit avec trois milieux défensifs : un milieu récupérateur dans une position axiale et deux milieux relayeurs occupant les couloirs. Mais ceux-ci ont un profil beaucoup plus défensif que des milieux latéraux. En effet, ils doivent épauler le récupérateur dans sa tâche défensive, sans quoi il se retrouverait bien seul. Devant ces trois milieux défensifs se tient un milieu offensif axial (un meneur de jeu, même si cette appellation indique un rôle, et non un placement sur le terrain). Il est le métronome de son équipe et doit se montrer particulièrement décisif dans ses passes pour les deux attaquants afin de compenser l'absence de véritables milieux de débordement. Cette formation est appelée en anglais diamond (losange). Carlo Ancelloti l'utilisait avec le Milan AC, puis à nouveau avec le Real Madrid pour remporter la Ligue des champions en 2024, tout comme Laurent Blanc aux Girondins de Bordeaux lors du titre de champion de France en 2009.

### 4-3-3
Le 4-3-3 (quatre défenseurs, trois milieux de terrain et trois attaquants) possède une défense qui évolue souvent en ligne comme pour le 4-4-2, mais le milieu de terrain change de fonction. Il est souvent à vocation plus défensive, et doit faire parvenir la balle rapidement à l'attaque. Celle-ci est composée d'un attaquant de pointe et de deux ailiers. Le profil des joueurs la composant est le suivant : une défense classique avec de préférence des latéraux offensifs, trois milieux de terrains (deux relayeurs, et un récupérateur qui fonctionnent comme dans un 4-4-2 losange) avec un important volume de jeu (pour pallier l'absence du quatrième élément), deux ailiers rapides et bons frappeurs et un attaquant de pointe de préférence athlétique et doté d'un bon jeu de tête. C'est cette organisation qui permit à l'Angleterre d'être championne du monde en 1966, et au FC Barcelone de remporter la Ligue des Champions lors de la saison 2008-2009 ainsi que le Championnat d'Espagne de football et la Coupe du Roi cette année-là. Le 4-3-3 a permis à José Mourinho et Chelsea FC de devenir champions d'Angleterre deux fois de suite avec 91 et 95 points (record en Premier League). Ce dispositif, utilisé par le Belge Raymond Goethals dans les années 1990, a permis à Luis Fernandez de remporter la coupe d'Europe des vainqueurs de coupes avec le PSG en 1996, ainsi qu'à l'Olympique Lyonnais de remporter sept titres de champion de France consécutivement.
Le 4-3-3 a permis à Walid Regragui et l'Équipe du Maroc de football d'atteindre la demi-finale de la Coupe du Monde Qatar 2022.
Le 4-1-4-1, comme l'intitulent certains entraîneurs, n'est autre qu'une version défensive du 4-3-3. Dans un 4-1-4-1, il y a toujours un récupérateur et deux relayeurs. Seulement, les deux ailiers sont des milieux offensifs à la charge défensive plus importante.

### 4-2-3-1
Le 4-2-3-1 (4 défenseurs, 5 milieux, 1 attaquant) est un système qui vise, comme le 4-3-3, à étouffer son adversaire au milieu de terrain par l'utilisation de deux milieux défensifs, généralement un relayeur doté d'une bonne relance et un récupérateur (qui, par son activité, récupère un grand nombre de ballon). Le milieu est celui d'un 4-4-2 carré auquel on ajoute un milieu offensif axial, chargé d'animer le jeu et d'avoir la vista et la technique nécessaires pour créer à lui seul des occasions de but. L'attaque n'est elle plus animée que par un seul buteur ou finisseur, ce qui permet stratégiquement de libérer un joueur supplémentaire dans la construction du jeu ; il sera néanmoins épaulé par trois milieux offensifs. Cette formation met en valeur les capacités d'un meneur de jeu.
Ce fut la tactique principalement utilisée par Raymond Domenech lors de la coupe du monde 2006 (dans le schéma exact expliqué auparavant, Patrick Vieira étant un vrai milieu axial à l'anglaise, avec une grosse activité verticale, aux côtés d'un Claude Makelele plus limité au travail de récupération). C'est aussi l'un des dispositifs les plus utilisés par Roberto Mancini à Manchester City ou José Mourinho au Real Madrid et par la majorité des entraîneurs de Ligue 1. Roger Lemerre a opté pour cette configuration lors de l'Euro 2000 afin de mettre Zinédine Zidane dans les meilleures dispositions. Aimé Jacquet l'a employé à de nombreuses reprises, notamment lors des matches de poule de la Coupe du monde 1998, avant de finir la compétition dans un 4-3-2-1 particulièrement défensif. Jacques Santini, lors de l'Euro 2004, avait finalement opté pour un 4-4-2 losange avec Zidane en numéro 10 et Robert Pirès et Patrick Vieira en relayeurs. Il est également utilisé par Didier Deschamps lors de l'Euro 2016 et de la Coupe du monde 2018 .
Le système dit que 4-4-1-1 peut être clairement considéré comme un 4-2-3-1.

### 5-3-2
Cette formation à vocation défensive se base normalement sur trois arrières centraux, dont l'un des joueurs peut prendre le rôle de libéro. Les arrières latéraux supplémentaires viennent soutenir le milieu de terrain. Cette formation est très comparable au 3-5-2 mais elle utilise des latéraux plus défensifs. Au contraire du 3-5-2 elle est en général utilisée par des équipes faibles techniquement qui refusent le jeu.
Il existe néanmoins des variantes au sein même de ce système. Si le principe demeure le même (gagner la bataille du milieu et ainsi s'assurer la maîtrise du ballon), il en existe deux principales versions : la version offensive, avec deux milieux défensifs évoluant devant la défense et un trio d'animation en soutien des deux attaquants ; et la version défensive, constituée d'une ligne de quatre récupérateurs devant la défense et d'un seul meneur axial derrière les deux attaquants. Ces formations sont principalement utilisées par des équipes sud-américaines.

### 5-4-1
Cette formation absolument défensive, parfois appelée Catenaccio, est généralement développée durant le cours du match par des équipes ayant déjà marqué suffisamment de buts ou voulant à tout prix éviter la défaite et opérant en contre-attaque. Dans le cas du 5-4-1, on retrouve souvent une défense à quatre avec un libéro, destiné à bloquer les espaces et intercepter d'éventuels ballons en profondeur. Le milieu est lui disposé comme celui d'un 4-4-2 carré. Il s'agit notamment de la tactique utilisée par José Mourinho avec l'Inter Milan lors du match retour au Nou Camp qui lui permet d'arracher la qualification pour la finale de la Ligue des Champions (même si défaite au match retour 1-0, victoire au match aller 3-1).[réf. nécessaire]

### 3-4-3
Quasi identique au 5-4-1 dans le placement des joueurs, mais en plus offensif dans le comportement, cette formation comprend une ligne de trois défenseurs axiaux, une ligne au centre de deux milieux récupérateurs/relayeurs et deux arrières latéraux capables de dédoubler et lancer en profondeur les deux ailiers en attaque qui suppléent l'avant centre. Bien qu'elle puisse offrir une grande polyvalence et permette un surnombre lors des phases de possession, cette tactique mise avant tout sur les contres et les percées par les ailes. Elle peut aussi être utilisée en losange.
Les arrières très offensifs envoient les ailiers dans la profondeur ou parfois quand les ailiers sont sur le côté du pied faible (un gaucher jouant ailier droit, comme Lionel Messi par exemple) dédoublent. Cette tactique est utilisée par de plus en plus de clubs, on peut citer comme équipes utilisant ce dispositif depuis plusieurs saisons le Genoa ou son ami historique le SSC Napoli qui maîtrise actuellement ce dispositif avec beaucoup de savoir-faire. Il a aussi été appliqué par Diego Maradona avec l'Argentine lors des éliminatoires de la Coupe du monde 2010, avant d'imposer un 4-2-3-1 plus classique lors de la compétition en Afrique du Sud. On a pu récemment voir le FC Barcelone adopter cette tactique.